# 1005
Anul 1005 (MV) a fost un an obișnuit al calendarului iulian.

## Evenimente

### Europa

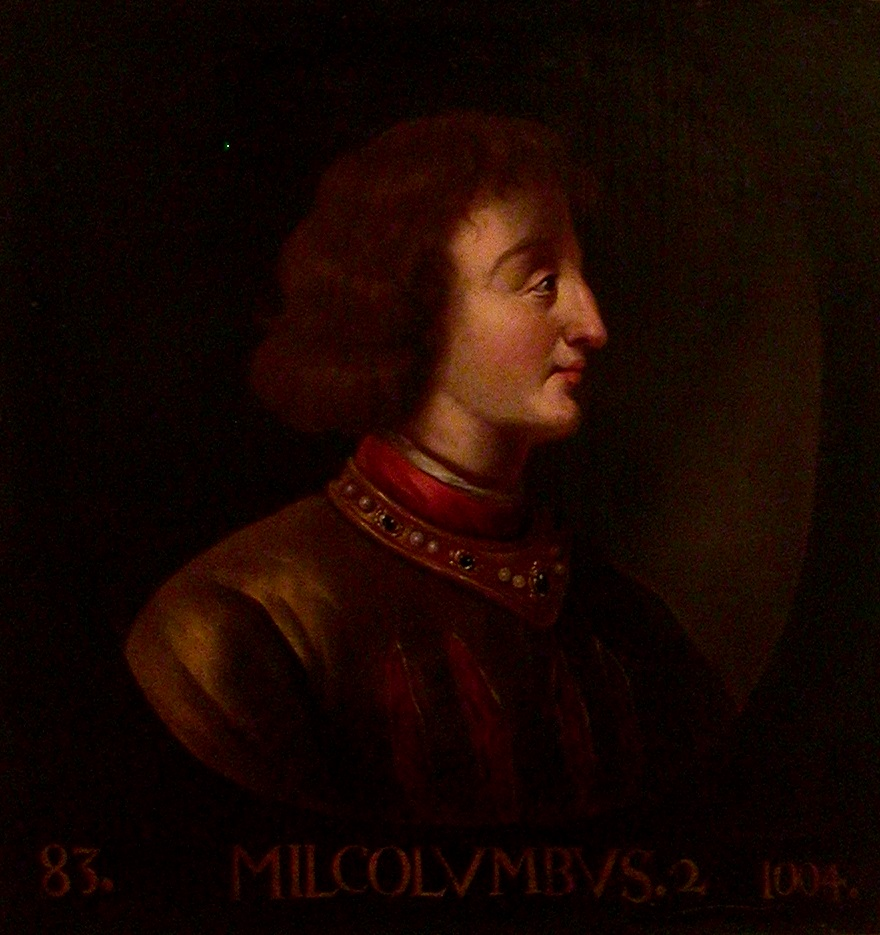
Malcolm al II-lea al Scotiei

- 25 martie: Regele Kenneth III al Scoției este ucis în bătălia de la Monzievaird din Strathearn. El este succedat de vărul său Malcolm al II-lea (Distrugătorul) ca rege al Scoției.
- 16 noiembrie: Ælfric de Abingdon, arhiepiscop de Canterbury, lasă corăbiile oamenilor din Wiltshire și Kent în testamentul său. Lăsându-l pe cel mai bun, echipat pentru 60 de bărbați, regelui Æthelred cel Neprest.

### Nedatate
- Războinicii vikingi danezi sub conducerea lui Sweyn I (Forkbeard) continuă să devasteze orașele (majoritatea slab apărate) din sudul Angliei. O foamete lovește armata lui Sweyn, care trebuie să părăsească  țara.
- Regele Brian Boru face o a doua expediție spre nord, pentru a lua ostatici din regatele nordice. În timpul acestei campanii, el vizitează Armagh - făcând o ofrandă de 20 de uncii de aur bisericii și confirmând scaunului apostolic Sf. Patrick, supremația ecleziastică asupra întregii Irlanda.
- Republica Pisa desfășoară o ofensivă militară împotriva cetăților sarazine din sudul Italiei. Flota pisanilor pradă orașul Reggio Calabria. Pisa devine una dintre cele patru republici maritime comerciale (celelalte trei sunt Genova, Veneția și Amalfi), care luptă reciproc pentru controlul Mării Mediterane.

### Asia

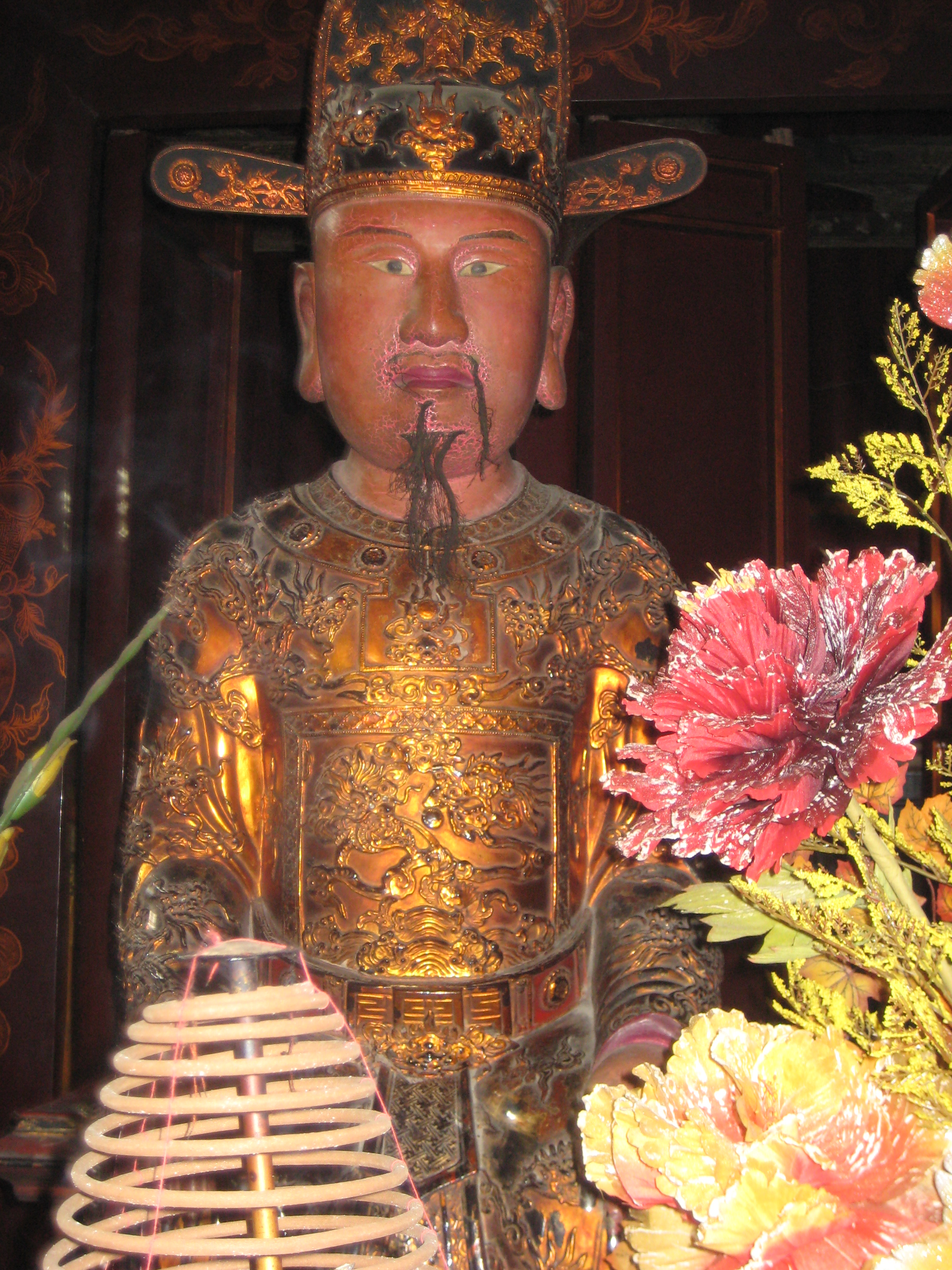
Lê Long Đĩnh - imparatul Vietnamului

- 13-18 ianuarie: Tratatul Shanyuan este negociat între Dinastia Liao și Dinastia Song. Guvernul Song este de acord să plătească un tribut anual de 200.000 buloane mătase brută și 100.000 de taeli de argint. Confruntarile de frontieră sunt incheiate.
- Lê Trung Tông îi succede tatălui său Lê Hoàn ca împărat al dinastiei Lê (Vietnamul modern), precedând anarhia și războiul de succesiune de 8 luni cu alți prinți. Lê Long Đĩnh îi succede pe fratele său Lê Trung Tông, ucigându-l după doar 3 zile de domnie.

## Nașteri

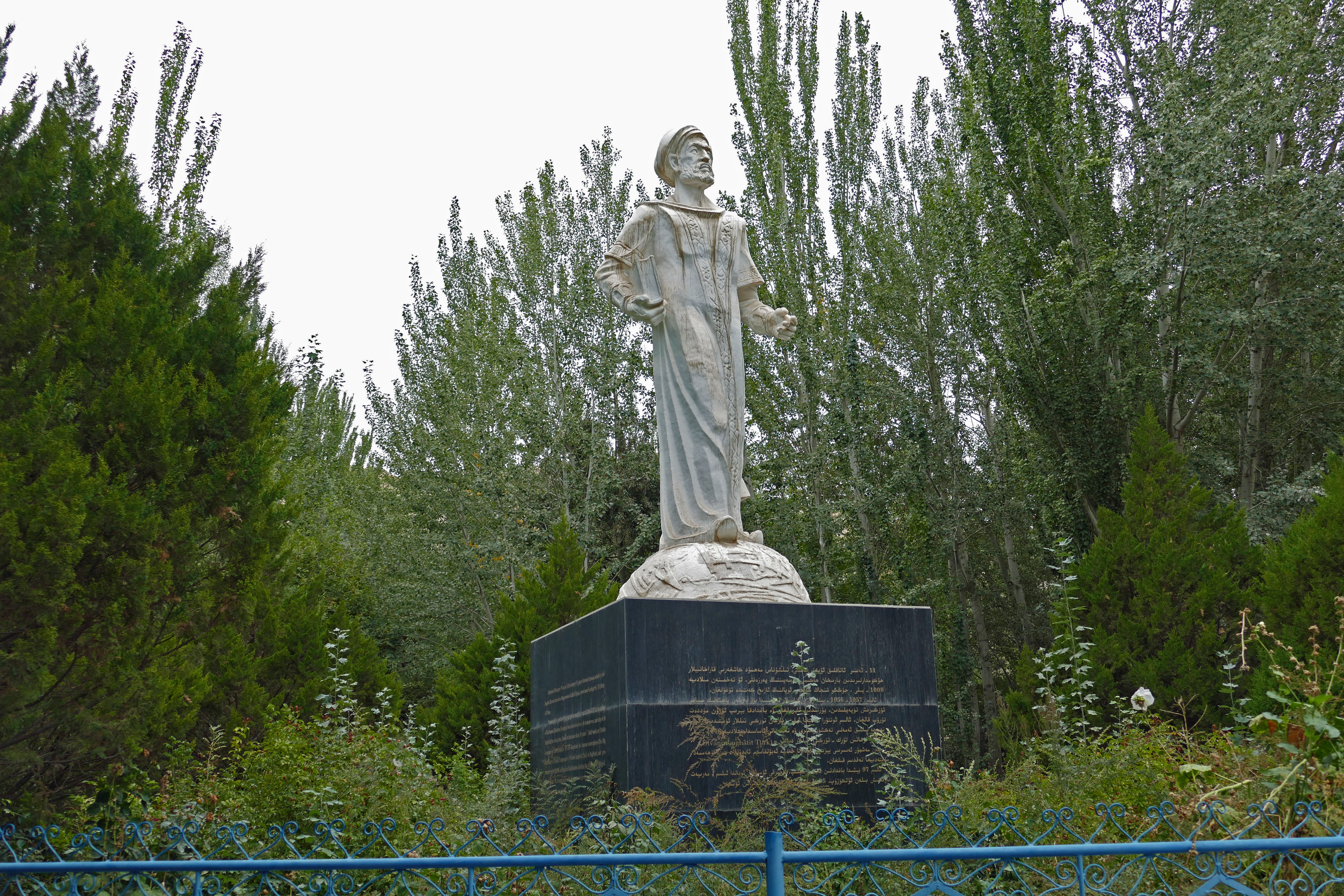
Mahmud al-Kashgari
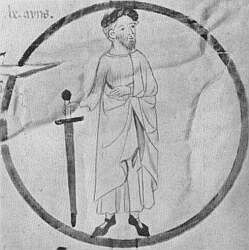
Berenguer Ramon I, conte de  Barcelona

- 20 iunie: Al-Zahir li-i'zaz Din Allah, calif fatimid al Egiptului (d. 1036)
- 26 septembrie: Fujiwara no Nagaie, nobil japonez (d. 1064)
- A Nong, șaman și matriarh chinezesc (d. ?)
- Berenguer Ramon I, nobil spaniol, conte de Barcelona (d. 1035)
- Bertha de Blois, ducesă consoarta Bretaniei (d. ?)
- Eilika din Schweinfurt, nobilă germană (d. ?)
- Frederic al II-lea, nobil și domn german (d. 1075)
- Llywelyn Aurdorchog, nobil galez (d. ?)
- Mahmud al-Kashgari, lexicograf turc (d. 1102)

## Decese
- 25 martie: Kenneth al III-lea (n. Cináed mac Duib), (șeful), rege al Scoției (n. 967)
- 31 octombrie: Abe no Seimei, astrolog japonez (n. 921)
- 16 noiembrie: Ælfric de Abingdon, arhiepiscop de Canterbury (n. ?)
- 14 decembrie: Adalbero II, episcop de Verdun și Metz (n. ?)
- 27 decembrie: Nilus cel Tânăr, stareț bizantin (n. 910)
- Abu Hilal al-Askari, cărturar musulman și scriitor (n. 920)
- Cynan ap Hywel, prințul lui Gwynedd (n. ?)
- Lê Hoàn, împăratul dinastiei Lê timpurii (n. 941)
- Lê Trung Tông, împăratul dinastiei Lê timpurii (n. 983)
- Isma'il Muntasir (cel Victorios), conducător al Samanidelor (n. ?)
- Mael Ruanaidh Ua Dubhda, regele al Connacht (n. ?)
- Ma Yize, astronom musulman al dinastiei Song (n. ?)
- Sigmundur Brestisson, șef viking al insulelor Feroe (n. 961)
- Yves de Bellême, nobil normand (n. ?)